# メインストリーム (芸能事務所)
株式会社メインストリームは、東京都渋谷区に本社を置く芸能事務所。
エンターテイメント事業とともに新しいスタイルの宣伝広告を展開している。

## 概要
芸能事務所R&Aプロモーションの関連会社。
2008年から加護亜依が所属（2013年まで）。
2009年12月11日に「加護亜依」を商標登録した（登録番号第5287159号）。存続期間満了日は2019年12月11日。

## 過去の所属タレント
- 加護亜依（専属）
- 保阪尚希（業務提携）